# Charlotte Niese
Charlotte Niese, född den 7 juni 1854 på Femern, död den 8 december 1935 i Altona, var en tysk författare, syster till Benedikt Niese.
Charlotte Niese skildrade i en mängd noveller och romaner samtida vardagsliv och skrev dessutom berättelser från den holsteinska hembygden (Auf halbverwischten Spuren, 1888, Aus dänischer Zeit, 1892–1894, med flera). På svenska finns Erika: berättelse (översättning Ebba Nordenadler, Beijer, 1897).